# Villanueva (Messico)
Villanueva è una municipalità dello stato di Zacatecas, nel Messico centrale, il cui capoluogo è la località omonima.
Conta 29.395 abitanti (2010) e ha una estensione di 2.179,50 km².
È stata così denominata, perché è la località più recente della zona.